# Stacy's Mom
Stacy's Mom(스테이시스 맘)은 미국 밴드 파운틴스 오브 웨인(Fountains of Wayne)의 히트곡이다. 2003년에 출시되었으며 웰컴 인터스테이트 매니저스 (Welcome Interstate Managers)의 수록곡 중 하나이다.
빌보드 차트 40위 내에 들었으며 아이튠 (iTunes Music Store)에서 가장 많이 다운로드 된 곡으로 꼽힌다.

## 작곡 및 작사
크리스 콜링우드 (Chris Collingwood)와 애덤 슐레진저 (Adam Schlesinger)에 의해 작곡 및 작사 되었다.

## 더 카스(The Cars)와 스테이시스 맘
더 카스(The Cars)의 노래 ‘저스트 왓 아이 니디드(Just What I needed)’와 비슷한 느낌의 도입부를 가지고 있는데 그 이유는 이 노래가 더 카스를 기념하는 의미에서 만들어졌기 때문이다. 그러나 더 카스는 그들에게 관심이 많지 않았다. 파운틴스 오브 웨인은 더 카스의 기타리스트이자 리더인 릭 오카섹(Ric Ocasek)에게 스테이시스 맘 노래의 뮤직 비디오에 출연해 달라는 제의를 하지만 그는 거절한다. 나중에 스테이시스 맘이 유명해진 뒤, 그 당시의 이야기를 궁금해하는 대중에게 그는 파운틴스 오브 웨인의 제안을 정중하게 거절했다고 말했지만, 사실상 그는 한번도 제대로 된 답을 한 적이 없었다. 그럼에도 불구하고 스테이시스 맘의 제작자 애덤 슐레진저는 스테이시스 맘에 대한 릭 오카섹의 태도와 관련 없이 더 카스를 존중한다는 입장을 밝힌 바 있다.

## 노래 내용
스테이시스 맘은 열두 살 소년의 엉뚱하고 귀여운 사랑을 그린 작품이다. 스테이시라는 이름의 소녀와 친구인 이 소년은 어느 날 스테이시의 집에 놀러 가게 되고 우연히 그녀의 엄마를 만나게 된다. 스테이시의 엄마를 보는 순간부터 소년은 사랑에 빠지고 그녀를 계속 보기 위해 스테이시의 집에 자주 놀러 가게 된다. ‘내가 잘못 된 사랑을 하고 있다는 것을 알지만 나는 여전히 스테이시의 엄마를 사랑한다.’(I know it might be wrong but I’m in love with Stacy’s mom.) 라는 구절은 청소년기를 겪지 않은 아이에게는 호기심을 불러 일으키고, 청소년기에 있는 십대들에게는 공감대를 형성시키며, 청소년기를 이미 보낸 이삼십대 에게는 추억을 떠올리게 한다.

## 뮤직 비디오
뮤직 비디오는 노래의 주인공이 되는 소년과 소년의 친구들이 나란히 서서 그들 앞에 멈추는 차를 바라보는 것으로 시작한다. 차는 스테이시 엄마의 차이며, 아이들 모두는 매혹적인 그녀에게 반한 듯이 보인다. 그 후, 소년은 스테이시에게 집을 방문해도 되느냐고 묻고, 스테이시의 집의 수영장에서 그녀와 시간을 보낸다. 그러나, 소년이 진심으로 보기를 원했던 것은 스테이시의 엄마였고, 그녀가 등장하자 소년은 스테이시에게는 아무런 관심도 주지 않은 채 창문 사이로 보이는 스테이시의 엄마에게만 집중하기 시작한다. 그 이후에도 소년은 스테이시 집의 잔디를 깍아주고 스테이시와 함께 텔레비전을 보는 등 스테이시와 함께 시간을 보내며 계속 그녀의 엄마만을 관찰한다. 그러나 스테이시는 소년이 자신의 엄마에게만 관심이 있다는 것을 모르고 계속해서 소년의 관심을 끌려고 하고 소년이 자신에게 관심을 가지고 있을 것으로 믿는다.

## 영향
스데이시스 맘은 그 주제와 뮤직 비디오에 있어서 상당히 파격적이다. 이 뮤직 비디오를 따라 수많은 패러디 영상들이 제작 되었다.
| 2003-2004                | 스테이시스 맘 순위 |
| ------------------------ | ------------------ |
| Australian ARIA Charts   | 14위               |
| Canadian Singles Chart   | 13위               |
| New Zealand RIANZ Charts | 35위               |
| U.S. Billboard Hot 100   | 21위               |
| U.S. Billboard Pop Songs | 3위                |